# Jacopo Corbinelli
Jacopo Corbinelli (Firenze, 12 dicembre 1535 – Parigi, 1590 circa) è stato un letterato e filologo italiano, patrocinatore e continuatore della diffusione della letteratura italiana in Francia, specie di Dante Alighieri, di cui curò e pubblicò a Parigi nel 1577 il De vulgari eloquentia.

## Biografia
Fu uno dei più grandi cultori rinascimentali delle lingue romanze. Nacque da famiglia illustre fiorentina e nel 1558 completa i suoi studi diventando dottore in utroque iure presso lo Studio di Pisa. L'anno successivo avviene a Firenze una congiura contro Cosimo I, organizzata da Pandolfo Pucci: Bernardo Corbinelli, fratello di Jacopo, fu accusato di aver avuto un ruolo attivo nella vicenda, fu bandito dalla città ed i beni dell'intera famiglia vennero confiscati.
Jacopo, forse per evitare di essere anch'egli condannato e comunque ormai compromesso dal sospetto, emigrò a Roma: a partire dal 1562 fu infatti chiamato a comparire in giudizio a Firenze, ma egli rimase nel suo esilio volontario, preferendolo ad una condanna ormai certa. Nel suo peregrinare, raggiunse Padova (dove fu in amicizia con Gian Vincenzo Pinelli), Vienna e, alla fine del 1565, Lione, città in cui risiederà fino al 1566 e dove si ricongiunse al fratello Bernardo e raccolse molti libri rari dalla dispersione della biblioteca di Piero Strozzi. Poco tempo dopo, sicari al soldo di Cosimo I assassinarono Bernardo.
Nel 1568 si stabilì a Parigi dove visse alla corte di Francia (e dove, nel 1571, incontrò Torquato Tasso), qui chiamato da Caterina de' Medici come educatore del figlio Enrico, duca d'Angiò: Jacopo Corbinelli, oltre a trovare la protezione da Cosimo I de' Medici, instaurerà un rapporto intimo col duca d'Angiò, se il letterato fiorentino deciderà di intraprendere un viaggio in Polonia in occasione dell'incoronazione di Enrico a re di quel paese.
Ritornato a Parigi nel 1574, in seguito alla morte di Carlo IX e all'intronizzazione di Enrico quale suo successore sul trono francese, Corbinelli entrò a pieno titolo nella corte francese quale consigliere culturale e politico del sovrano. La protezione di Caterina, oltre ad assicurargli un libero accesso alla biblioteca reale, permise che la sua posizione di esule si stabilizzasse. Morì nel 1590.

## L'attività di filologo e traduttore
Corbinelli è ricordato per essere stato un diffusore della cultura letteraria italiana nella Francia del Secondo Cinquecento, continuando così l'opera di diffusione e di conoscenza patrocinata dalla Scuola di Lione e da Margherita di Navarra, sorella di Francesco I. Il Corbinelli, infatti Illustrò il Corbaccio di Giovanni Boccaccio servendosi del francese (1569),  La bella mano di Giusto de' Conti (1589-1595), le prime edizioni dei Ricordi di Francesco Guicciardini (1576) e anche l'Etica di Aristotele. L'opera di Corbinelli è legata, però, soprattutto alla figura dantesca: profondo conoscitore della poetica dantesca (come emerge dall'epistolario che intrattenne con l'umanista Gian Vincenzo Pinelli), Corbinelli pubblicò e curò l'edizione critica del De vulgari eloquentia (1577) sulla base di un manoscritto proveniente da Grenoble.